# Muturayo
Muturayo ist eine Ortschaft im Departamento Tarija im südamerikanischen Anden-Staat Bolivien.

## Lage im Nahraum
Muturayo ist viertgrößte Ortschaft des Municipio Uriondo in der Provinz José María Avilés. Die Ortschaft liegt auf einer Höhe von 1684 m am rechten, westlichen Ufer des Río Camacho.

## Geographie und Klima
Muturayo liegt im südlichen Bolivien an den Ostabhängen der östlichen Anden-Gebirgskette am Übergang zum Bergland östlich der bolivianischen Anden und dem Tiefland des Gran Chacos.
Die mittlere Durchschnittstemperatur der Region liegt bei 19 °C (siehe Klimadiagramm Tarija), die monatlichen Durchschnittstemperaturen schwanken zwischen 14 °C im Juni und Juli und 22 °C im Dezember bis März.  Der Jahresniederschlag beträgt etwa 550 mm, bei einer ausgeprägten Trockenzeit von April bis Oktober mit Monatsniederschlägen zwischen 0 und 30 mm, und einer Feuchtezeit von Dezember bis Februar mit Monatsniederschlägen von etwa 120 mm.

## Verkehrsnetz
Muturayo liegt in südlicher Richtung in einer Entfernung von 31 Straßenkilometern von Tarija, der Hauptstadt des Departamentos.
Von der Hauptstadt Tarija aus führt die asphaltierte Nationalstraße Ruta 1 nach Südosten in Richtung auf die Städte Padcaya und Bermejo. Nach siebzehn Kilometern zweigt von der Hauptstraße eine asphaltierte Landstraße nach Westen ab, überquert nach fünf Kilometern das Tal des Río Guadalquivir und erreicht nach weiteren drei Kilometern die zentrale Ortschaft des Municipios, Valle de Concepción. Vom Ortskern aus überquert eine Nebenstraße in östlicher Richtung den Río Camacho und führt über Calamuchita weiter nach Muturayo.

## Bevölkerung
Die Einwohnerzahl der Ortschaft ist in den vergangenen beiden Jahrzehnten deutlich angestiegen:
| Jahr | Einwohner         | Quelle       |
| ---- | ----------------- | ------------ |
| 1992 | keine Detaildaten | Volkszählung |
| 2001 | 497               | Volkszählung |
| 2012 | 591               | Volkszählung |
| 2024 |                   | Volkszählung |